# Lightweight Directory Access Protocol
Pour les articles homonymes, voir DAP.
 (septembre 2022).
Si vous disposez d'ouvrages ou d'articles de référence ou si vous connaissez des sites web de qualité traitant du thème abordé ici, merci de compléter l'article en donnant les références utiles à sa vérifiabilité et en les liant à la section « Notes et références ».
Lightweight Directory Access Protocol  (LDAP) est à l'origine un protocole permettant l'interrogation et la modification des services d'annuaire (il est une évolution du protocole DAP). Ce protocole repose sur TCP/IP. Il a cependant évolué pour représenter une norme pour les systèmes d'annuaires, incluant un modèle de données, un modèle de nommage, un modèle fonctionnel basé sur le protocole LDAP, un modèle de sécurité et un modèle de réplication. C'est une structure arborescente dont chacun des nœuds est constitué d'attributs associés à leurs valeurs. LDAP est moins complexe que le modèle X.500 édicté par l'UIT-T.
Le nommage des éléments constituant l'arbre (racine, branches, feuilles) reflète souvent le modèle politique, géographique ou d'organisation de la structure représentée. La tendance actuelle est d'utiliser le nommage DNS pour les éléments de base de l'annuaire (racine et premières branches, domain components ou dc=…). Les branches plus profondes de l'annuaire peuvent représenter des unités d'organisation ou des groupes (organizational units ou ou=…), des personnes (common name ou cn=… voire user identifier uid=…). L'assemblage de tous les composants (du plus précis au plus général) d'un nom forme son distinguished name, l'exemple suivant en présente deux :
- cn=ordinateur, ou=machines, dc=EXEMPLE, dc=FR
- cn=Jean, ou=personnes, dc=EXEMPLE, dc=FR

```
            dc=FR
              |
          dc=EXEMPLE
         /          \
   ou=machines    ou=personnes
       /              \
cn=ordinateur       cn=Jean
```

La dernière version en date du protocole est LDAPv3. Cette version est définie par l'IETF dans plusieurs RFC en commençant par la RFC 4510.

## Origine et influences
LDAP a été initialement conçu pour accéder de manière légère aux annuaires X.500. Ces annuaires étaient traditionnellement interrogés à travers le protocole X.500 Directory Access Protocol (DAP) qui nécessitait l'utilisation de la pile de protocoles du modèle OSI. L'utilisation d'une passerelle LDAP/DAP permettait d'accéder à un serveur DAP en étant sur un réseau TCP/IP. Ce modèle d'annuaire est dérivé de DIXIE et de Directory Assistance Service.
L'apparition d'annuaires LDAP natifs (standalone LDAP directory) a suivi rapidement, tout comme celle de serveurs prenant en charge à la fois DAP et LDAP. Les annuaires sont devenus populaires dans les entreprises car il n'était plus nécessaire de déployer un réseau OSI. De nos jours, les protocoles d'accès aux annuaires X.500 (incluant DAP) peuvent être directement utilisés sur TCP/IP.
Le protocole fut créé par Tim Howes de l'Université du Michigan, Steve Kille du ISODE et Wengyik Yeong de Performance Systems International en 1993.  Les développements qui suivirent, furent menés par l’Internet Engineering Task Force (IETF).
Initialement le protocole avait pour nom Lightweight Directory Browsing Protocol (LDBP), car il ne permettait que la recherche de données. Il fut renommé lors de l'ajout de nouvelles possibilités (ajout, modification).
LDAP a influencé un certain nombre de protocoles d'Internet, incluant les dernières versions de X.500 : 
XML Enabled Directory (XED), Directory Services Markup Language (DSML), Service Provisioning Markup Language (SPML), et Service Location Protocol (SLP).

## Vue d'ensemble
Un client commence une session LDAP en se connectant sur le port TCP 389 du serveur. Le client envoie ensuite des requêtes d'opération au serveur. Le serveur envoie des réponses en retour. À part quelques exceptions, le client n'a pas besoin d'attendre de réponse du serveur pour envoyer de nouvelles requêtes, et le serveur peut envoyer ses réponses dans n'importe quel ordre.
Une fois la connexion au serveur établie, les opérations classiques sont :
- Start TLS : utilisation de la couche Transport Layer Security (TLS) pour sécuriser la connexion ;
- Bind : indique la version du protocole utilisée, et authentifie l'utilisateur. Il est possible de faire un bind anonyme en ne fournissant ni nom d'utilisateur ni mot de passe ;
- Search : recherche dans l'annuaire et rapatriement des données ;
- Compare : test qui détermine si une entrée contient un attribut avec une valeur donnée ;
- Add : ajout d'une nouvelle entrée ;
- Delete : suppression d'une entrée ;
- Modify : modification d'une entrée ;
- Modify DN : déplacement ou renommage d'une entrée ;
- Abandon : annulation d'une requête précédente ;
- Extended Operation : opération qui permet de définir d'autres opérations ;
- Unbind : clôt la connexion.

De plus, le serveur peut envoyer des notifications non sollicitées Unsolicited Notifications qui ne sont pas des réponses à des requêtes, par exemple avant de clore une connexion inactive.
Une méthode pour sécuriser les communications LDAP est d'utiliser un tunnel TLS/SSL. Lors de l'emploi d'URL cet usage est traduit par le nom du protocole ldaps en remplacement de ldap. Le port TCP standard pour ldaps est 636.
Le protocole LDAP employant la notation ASN.1 et les messages sont codés avec le format binaire BER. Cependant il utilise une représentation textuelle pour un certain nombre d'attributs et de types d'ASN.1.

## Structure de l'annuaire
Les annuaires LDAP suivent le modèle X.500 et son architecture nativement multi-tenant :
- Un annuaire est un arbre d'entrées.
- Une entrée est constituée d'un ensemble d'attributs.
- Un attribut possède un nom, un type et une ou plusieurs valeurs.
- Les attributs sont définis dans des schémas.

Le fait que les attributs puissent être multi-valués est une différence majeure entre les annuaires LDAP et les SGBDR. De plus, si un attribut n'a pas de valeur, il est purement et simplement absent de l'entrée.
Chaque entrée a un identifiant unique, le Distinguished Name (DN). Il est constitué à partir de son Relative Distinguished Name (RDN) suivi du DN de son parent. C'est une définition récursive. On peut faire l'analogie avec une autre structure arborescente, les systèmes de fichiers ; le DN étant le chemin absolu et le RDN le chemin relatif à un répertoire. En règle générale le RDN d'une entrée représentant une personne est l'attribut uid :
```
          dc=org
            |
        dc=example
       /          \
 ou=people     ou=groups
     |
  uid=toto
```

Le RDN de toto est rdn:uid=toto, son DN est dn:uid=toto,ou=people,dc=example,dc=org.
Une entrée peut ressembler à la représentation suivante lorsqu'elle est formatée en LDIF :
```
 dn: cn=John Doe, dc=example, dc=org
 cn: John Doe
 givenName: John
 sn: Doe
 telephoneNumber: +1 555 6789
 telephoneNumber: +1 555 1234
 mail: john@example.com
 manager: cn=Barbara Doe, dc=exemple, dc=com
 objectClass: inetOrgPerson
 objectClass: organizationalPerson
 objectClass: person
 objectClass: top
```

dn est le nom de l'entrée, ce n'est pas un attribut de l'entrée. "cn=John Doe" est le RDN de l'entrée et "dc=example,dc=org" est le DN de son parent. Les autres lignes montrent les attributs de l'entrée. Les noms des attributs sont parfois des abréviations pour les plus courants : "cn" pour common name, "dc" pour domain component, "sn" pour surname.
Un serveur contient un sous-arbre dont la racine est une entrée spécifique et tous ses enfants, par exemple : "dc=example,dc=org". Les serveurs peuvent également contenir des références vers d'autres serveurs, ainsi l'accès à une entrée ("ou=un service,dc=example,dc=org") peut retourner une référence (referral) à un autre serveur qui contient le sous-arbre voulu. Le client peut alors contacter (automatiquement ou pas) l'autre serveur. Certains serveurs prennent en charge le chaînage (chaining) qui permet au serveur d'interroger d'autres serveurs pour renvoyer l'information voulue au client.
Les résultats renvoyés par le serveur ne sont pas triés, que ce soit pour les entrées, pour les attributs des entrées ou pour les valeurs des attributs.

## Opérations
Le client donne à chaque requête un identifiant Message ID, le serveur répond à la requête avec le même identifiant. La réponse inclut un code de résultat numérique indiquant l'état de la requête (succès, échec, …). La réponse inclut également les données éventuelles qui peuvent résulter d'une recherche. Il inclut aussi un code ID.

### Bind(authentification)
L'opération bind authentifie le client au sein du serveur. Le simple bind envoie le DN de l'utilisateur et son mot de passe en clair, c'est pourquoi la connexion doit être sécurisée par TLS. Le serveur vérifie le mot de passe en le comparant avec l'attribut userPassword (en général) de l'entrée correspondante. La valeur de l'attribut contenant le mot de passe commence avec le nom entre accolades de l'algorithme utilisé pour chiffrer le mot de passe (par exemple : userPassword: {md5}aGZh5…).
Le bind anonyme, c'est-à-dire sans fournir d'identifiant ni de mot de passe, met la connexion dans un état anonyme. Dès lors le client ne pourra plus effectuer certaines opérations sur tout ou une partie de l'annuaire, en fonction des ACL mises en place.
Le SASL bind permet d'utiliser d'autres mécanismes d'authentification : Kerberos, certificat client, etc.
L'étape de bind permet également au client et au serveur de se mettre d'accord sur la version du protocole à utiliser. En général la version 3 est utilisée. Il est même possible au serveur de refuser de communiquer avec des clients dans un protocole inférieur au sien.

### StartTLS
L'opération StartTLS établit une connexion sécurisée entre le client et le serveur en utilisant la technique TLS, héritière de SSL. Cette sécurisation opère sur deux points : la confidentialité (un tiers ne peut pas comprendre l'échange) et l'intégrité des données (les données sont validées par une signature). Pendant la négociation TLS, le serveur envoie son certificat X.509 au client pour prouver son identité. Le client peut répondre en envoyant son certificat mais l'identification du client est facultative. Il est généralement possible de configurer clients et serveurs pour savoir si les certificats sont facultatifs ou essentiels.
Les serveurs prennent en charge généralement le protocole non standard « LDAPS » (LDAP over SSL). Ce protocole utilise le port 636 contrairement au TLS qui utilise le port 389 (le même que le LDAP non sécurisé). Le protocole LDAPS diffère du LDAP sur deux points :
1. à la connexion, le client et le serveur établissent une connexion TLS avant que n'importe quelle autre commande LDAP ne soit envoyée (sans envoyer d'opération StartTLS),
2. la connexion LDAPS doit être fermée lors de la clôture de TLS (alors qu'avec StartTLS, il est possible de passer d'une connexion sécurisée à une connexion non sécurisée, et inversement).

### SearchetCompare
L'opération Search est utilisée à la fois pour faire une recherche et rapatrier des entrées. Ses paramètres sont :
- baseObject : le DN (Distinguished Name) de l'entrée à partir de laquelle effectuer la recherche ;
- scope : base pour l'entrée baseObject elle-même, one pour effectuer une recherche au niveau des entrées immédiatement rattachées au baseObject, sub pour une recherche dans le sous-arbre de l'entrée ;
- filter : les critères qui déterminent si une entrée fait partie des résultats ou non, par exemple (&(objectClass=person)(|(givenName=John)(mail=john*))) - recherche les personnes qui ont pour prénom John ou dont le courriel commence par john ;
- derefAliases : indique si la recherche doit suivre les alias dans les entrées (entrée qui font référence à d'autres entrées) ;
- attributes : liste des attributs à ramener à l'issue de la recherche ;
- sizeLimit : limitation du nombre d'entrées ramenées à l'issue de la recherche ;
- timeLimit : limitation du délai de recherche, exprimé en secondes ;
- typesOnly : ne renvoie que les types d'attribut et non les valeurs.

Le serveur renvoie les entrées qui correspondent, suivies par le code retour de la commande (code de retour).
L'opération Compare prend en argument un DN, un nom d'attribut et une valeur d'attribut, puis vérifie si l'entrée correspondante contient bien un attribut ayant cette valeur.
Remarque : Il n'existe pas d'opération du type Read. C'est l'opération Search qui est utilisée pour l'accès direct à une entrée. Dans ce cas, le paramètre baseObject est le DN de l'entrée que l'on veut lire, et le paramètre scope est utilisé avec la valeur base.

### Mise à jour
Les opérations de mise à jour Add (ajout), Delete (suppression), Modify (modification) prennent en argument le DN de l'entrée à mettre à jour.
La modification a besoin en plus de la liste des attributs à modifier ainsi que la modification à apporter : suppression de l'attribut ou de certaines valeurs de l'attribut (les attributs peuvent être multi-valués), ajout d'une valeur, remplacement d'une valeur.
L'ajout d'une entrée peut également contenir une liste d'attributs et de valeurs à associer avec l'entrée.
La modification de DN (déplacement/renommage) prend en argument le RDN de l'entrée et, de façon facultative, le DN du nouveau parent, ainsi qu'un marqueur qui indique s'il faut ou non effacer l'ancien RDN. La prise en charge du renommage d'un sous-arbre en entier dépend des serveurs.
Une opération de mise à jour est atomique, c'est-à-dire que les autres opérations verront soit la nouvelle entrée soit l'ancienne. Toutefois, le protocole LDAP ne définit pas de principe de transaction, ce qui permet à plusieurs clients de modifier une entrée en même temps. Cependant, les serveurs peuvent utiliser des extensions pour le supporter.

### Opérations étendues
Les opérations étendues sont des opérations génériques qui permettent de définir de nouvelles opérations. Par exemple les opérations Cancel, Password Modify et StartTLS.

#### Abandon
L'opération Abandon envoie une requête au serveur pour lui dire d'abandonner une opération en lui fournissant son identifiant. Le serveur n'a pas obligation d'honorer la requête. Malheureusement, l'opération Abandon ainsi que l'abandon effectif d'une opération ne renvoient pas de réponse. C'est pourquoi l'opération étendue Cancel a été définie pour renvoyer une réponse, mais tous les serveurs ne la prennent pas en charge.

### Unbind
L'opération Unbind abandonne toute opération en cours et ferme la connexion. Il n'y a aucune réponse. Son nom a des raisons historiques, ce n'est pas l'opération contraire à Bind.
Les clients peuvent terminer une session en fermant la connexion, mais il est plus propre d'utiliser Unbind. Le serveur peut ainsi différencier les erreurs réseau des clients discourtois.

## URI
Il existe un format d'URI LDAP, mais tous les clients ne le prennent pas en charge. Les serveurs l'utilisent pour indiquer aux clients les références vers d'autres serveurs. Le format est le suivant :
```
 ldap://hôte:port/DN?attributs?profondeur?filtre?extension
```

avec :
- DN : le DN à partir duquel effectuer la recherche ;
- attributs : liste contenant les attributs à renvoyer, séparés par des virgules ;
- profondeur : base (par défaut), one ou sub pour la profondeur de la recherche ;
- filtre : le filtre de recherche ;
- extension : extensions éventuelles du format d'URL LDAP.

Comme dans tous les URI, les caractères spéciaux doivent être échappés en suivant l'algorithme prévu par la RFC 3986.
On peut aussi rencontrer des URI utilisant le schéma non normalisé « ldaps ».
Par exemple :
```
 ldap://ldap.example.com/cn=John%20Doe,dc=example,dc=com
```

retourne tous les attributs de l'entrée « John Doe »,
```
 ldap:///dc=example,dc=com??sub?(givenName=John)
```

recherche l'entrée ayant comme prénom « John » dans l'annuaire à partir de la racine.

## Schéma
Le contenu des entrées d'un annuaire LDAP est régi par des schémas.
Les schémas définissent les types d'attribut que les entrées d'un annuaire peuvent contenir. La définition d'un attribut inclut une syntaxe, la plupart des attributs non binaires dans LDAPv3 utilisent la syntaxe des chaînes de caractères UTF-8. Par exemple, l'attribut mail peut contenir "utilisateur@example.org", l'attribut jpegPhoto peut contenir une photographie au format binaire JPEG, l'attribut member peut contenir le DN d'une entrée de l'annuaire.
La définition d'un attribut indique également si l'attribut est mono-valué ou multi-valué, selon quelles règles se feront les recherches/comparaisons (sensible à la casse ou pas, recherche de sous-chaîne ou pas).
Les schémas définissent des classes d'objets. Chaque entrée de l'annuaire doit avoir au moins une valeur pour l'attribut objectClass, qui soit une classe d'objets définie dans les schémas. Généralement, l'attribut objectClass est multi-valué et contient la classe top ainsi qu'un certain nombre d'autres classes.
Tout comme dans la programmation orientée objet, les classes permettent de décrire un objet en lui associant des attributs. Les classes LDAP représentent des personnes, des organisations... Le fait qu'une entrée appartienne à une classe (donc que l'attribut objectClass contienne le nom de la classe) lui permet d'utiliser les attributs de cette classe. Certains attributs sont obligatoires et d'autres facultatifs. Par exemple, si l'entrée utilise la classe person, elle doit avoir obligatoirement une valeur pour les attributs  sn et cn, et peut avoir facultativement une valeur pour les attributs userPassword et telephoneNumber. Les entrées ayant généralement plusieurs classes, la différenciation entre attributs obligatoires et facultatifs peut être assez complexe.
Les éléments d'un schéma ont un nom et un identifiant unique nommé Object identifier (OID).
Beaucoup de serveurs exposent les schémas de l'annuaire comme des entrées LDAP accessibles à partir du DN cn=schema. Il est possible pour les administrateurs de définir leur propre schéma en plus des schémas standard.

## Variations d'un serveur à l'autre
Certaines opérations possibles sont laissées à l'appréciation du développeur ou de l'administrateur. Par exemple, le stockage des données n'est pas spécifié par le protocole. Le serveur peut utiliser des fichiers à plat, ou un SGBDR, ou bien être simplement une passerelle vers un autre serveur. Les contrôles d'accès (ACL) ne sont pas non plus normalisés, bien qu'un usage commun émerge.
LDAP est un protocole extensible, ce qui provoque l'apparition de nouvelles opérations sur certains serveurs et pas sur d'autres. Par exemple, le tri des résultats.

## Utilisation
L'intérêt principal de LDAP est la normalisation de l'authentification. Il est très facile de programmer un module d'authentification utilisant LDAP à partir d'un langage possédant une API LDAP. C'est l'opération Bind qui permet d'authentifier un utilisateur. De plus en plus d'applications Web possèdent un module d'authentification prenant en charge LDAP.
Sur les systèmes GNU/Linux récents, on voit de plus en plus l'adoption d'une base de données utilisant LDAP à la place des fichiers à plat passwd et shadow. Les données peuvent être accédées par les modules PAM et NSS. [citation nécessaire]

### Serveurs LDAP
- Apache Directory Server
- Apple Open Directory
- Critical Path Directory Server et Meta Directory Server
- 389 Directory Server
- OpenLDAP
- FreeIPA
- NetIQ eDirectory (en)
- Oracle Directory Server Enterprise Edition (en)
- Oracle Internet Directory (en)
- OpenDS (en)
- OpenDJ (en), le projet qui a pris la suite d'OpenDS
- IBM SecureWay Directory (en)
- IBM Tivoli Directory Server (pl) (précédemment IBM Directory Server)
- IBM Lotus Domino
- Microsoft Active Directory
- Mandriva Directory Server offre une interface web pour administrer Samba et LDAP

### Clients LDAP
- JXplorer (en) : un client développé sous Java, multiplateforme
- Apache Directory Studio : un client multiplateforme, développé en Java, par Apache Software Foundation
- GQ[2] : un client développé en GTK+/GTK2 sous licence GPL pour GNU/Linux
- Luma[3] : une application cliente pour Linux développée en QT4. Sa notion de "plugin" permet de gérer des comptes utilisateur, des carnets d'adresses...
- PhpLDAPadmin: un client Web multiplateforme sous licence GPL développé en PHP permettant de gérer son annuaire LDAP.
- FusionDirectory[4] : une application web sous licence GPL développée en PHP permettant de gérer son annuaire LDAP et tous les services associés.
- Calendra Directory Manager : un logiciel commercial écrit en java permettant la création d'interfaces web, orientées métier, pour gèrer le contenu de l'annuaire LDAP directement par les utilisateurs[5].

### RFCs
LDAP est défini par une série de Request for comments :
- (en) RFC 4510 - Lightweight Directory Access Protocol (LDAP) Technical Specification Roadmap (remplace la précédente version, (en) RFC 3377)
- (en) RFC 4511 - Lightweight Directory Access Protocol (LDAP): The Protocol
- (en) RFC 4512 - Lightweight Directory Access Protocol (LDAP): Directory Information Models
- (en) RFC 4513 - Lightweight Directory Access Protocol (LDAP): Authentication Methods and Security Mechanisms
- (en) RFC 4514 - Lightweight Directory Access Protocol (LDAP): String Representation of Distinguished Names
- (en) RFC 4515 - Lightweight Directory Access Protocol (LDAP): String Representation of Search Filters
- (en) RFC 4516 - Lightweight Directory Access Protocol (LDAP): Uniform Resource Locator
- (en) RFC 4517 - Lightweight Directory Access Protocol (LDAP): Syntaxes and Matching Rules
- (en) RFC 4518 - Lightweight Directory Access Protocol (LDAP): Internationalized String Preparation
- (en) RFC 4519 - Lightweight Directory Access Protocol (LDAP): Schema for User Applications

Les RFC suivantes détaillent les bonnes pratiques à adopter concernant LDAP : 
- (en) RFC 4520 (aussi BCP 64) - Internet Assigned Numbers Authority (IANA) Considerations for the Lightweight Directory Access Protocol (LDAP) (remplace la (en) RFC 3383)
- (en) RFC 4521 (aussi BCP 118) - Considerations for Lightweight Directory Access Protocol (LDAP) Extensions

Ce qui suit est une liste contenant les RFC définissant des extensions LDAPv3 :
- (en) RFC 2247 - Use of DNS domains in distinguished names
- (en) RFC 2307 - Using LDAP as a Network Information Service
- (en) RFC 2589 - LDAPv3: Dynamic Directory Services Extensions
- (en) RFC 2649 - LDAPv3 Operational Signatures
- (en) RFC 2696 - LDAP Simple Paged Result Control
- (en) RFC 2798 - inetOrgPerson LDAP Object Class
- (en) RFC 2849 - The LDAP Data Interchange Format (LDIF)
- (en) RFC 2891 - Server Side Sorting of Search Results
- (en) RFC 3045 - Storing Vendor Information in the LDAP root DSE
- (en) RFC 3062 - LDAP Password Modify Extended Operation
- (en) RFC 3296 - Named Subordinate References in LDAP Directories
- (en) RFC 3671 - Collective Attributes in LDAP
- (en) RFC 3672 - Subentries in LDAP
- (en) RFC 3673 - LDAPv3: All Operational Attributes
- (en) RFC 3687 - LDAP Component Matching Rules
- (en) RFC 3698 - LDAP: Additional Matching Rules
- (en) RFC 3829 - LDAP Authorization Identity Controls
- (en) RFC 3866 - Language Tags and Ranges in LDAP
- (en) RFC 3909 - LDAP Cancel Operation
- (en) RFC 3928 - LDAP Client Update Protocol
- (en) RFC 4370 - LDAP Proxied Authorization Control
- (en) RFC 4373 - LBURP
- (en) RFC 4403 - LDAP Schema for UDDI
- (en) RFC 4522 - LDAP: Binary Encoding Option
- (en) RFC 4523 - LDAP: X.509 Certificate Schema
- (en) RFC 4524 - LDAP: COSINE Schema (remplace la (en) RFC 1274)
- (en) RFC 4525 - LDAP: Modify-Increment Extension
- (en) RFC 4526 - LDAP: Absolute True and False Filters
- (en) RFC 4527 - LDAP: Read Entry Controls
- (en) RFC 4528 - LDAP: Assertion Control
- (en) RFC 4529 - LDAP: Requesting Attributes by Object Class
- (en) RFC 4530 - LDAP: entryUUID
- (en) RFC 4531 - LDAP Turn Operation
- (en) RFC 4532 - LDAP Who am I? Operation
- (en) RFC 4533 - LDAP Content Sync Operation

LDAPv2 a été défini par les RFC suivantes :
- (en) RFC 1777 - Lightweight Directory Access Protocol (remplace la (en) RFC 1487)
- (en) RFC 1778 - The String Representation of Standard Attribute Syntaxes (remplace la (en) RFC 1488)
- (en) RFC 1779 - A String Representation of Distinguished Names (remplace la (en) RFC 1485)

LDAPv2 a été déplacé dans Historic Status par la RFC suivante :
- (en) RFC 3494 - Lightweight Directory Access Protocol version 2 (LDAPv2) to Historic Status

Autres RFC :
- (en) RFC 2254 - The String Representation of LDAP Search Filters